# أوبرا سافوي
تدل أوبرات سافوي على نمط من الأوبرا الكوميدية التي نشأت في العصر الفكتوري في أواخر القرن التاسع عشر، وكان أشهر وأنجح من عملها ويليام إشونك جلبرت وآرثر سوليفان. اشتق الاسم من مسرح سافوي، الذي بناه ريتشارد دي أويلي كارت لاستضافة وعرض أوبرات جيلبرت وسوليفان، ثم عرضت عليه لاحقاً أعمال موسيقيين وفرق أخرى. فشل عدد كبير من الأوبرات التي عرضت على مسرح سافوي من غير أعمال جيلبرت وسوليفان في تحقيق موطئ قدم أو قد تكون تلاشت على مر السنين، ما أعطى الانطباع أن أوبرات سافوي كانت مرادفاً لأعمال جيلبرت وسوليفات. هذا وقد كانت أوبرات سافوي ذات تأثير في نشوء المسرح الموسيقي الحديث.

## أهم أوبرات سافوي
- الساحر عام 1877
- قراصنة بنزانس عام 1880
- أوبريت الصبر عام 1881
- الأميرة إدا عام 1884
- أوبرا ميكادو عام 1885
- يوتوبيا، محدود عام 1893
- الدوق العظيم عام 1896

## روابط خارجية
- أرشيف جيلبرت وسوليفان
- معلومات عن رافعي ستائر المسرح والمرافقيه في أرشيف جيلبرت وسوليفان
- ألبومات جيلبرت وسوليفان
- جيلبرت وسوليفان 101، مقالات، ببليوغرافيا، مواقع ذات صلة، وغير ذلك.